# 米剑峰
米剑峰（1956年6月—），河南邓州人，1981年9月工作，1983年12月加入中共，河南省委党校在职研究生。

## 简历
曾任河南省人民政府副秘书长、办公厅副主任。
2006年10月任中共河南省纪委副书记、河南省工商行政管理局局长；
2006年12月任中共河南省纪委副书记；
2013年3月至2017年3月任中共河南省纪委副书记、河南省监察厅厅长。